# 谷譲二
谷 譲二（たに じょうじ、生没年不詳）は、日本の俳優である。第二次世界大戦前、京都で製作された剣戟映画の脇役俳優であった。本名不明。
林不忘の名で知られる長谷川海太郎の別名と同姓同名であるが、関係はない。

## 人物・来歴
生年生地不明。
牧野省三が設立したマキノ・プロダクション御室撮影所の大部屋俳優だったが、牧野の没後、1929年（昭和4年）9月に長男のマキノ正博（のちのマキノ雅弘）が発表した「新体制」の所員リストに「谷譲二」の名はない。同社でクレジットが残っているのは、1931年（昭和6年）、根岸東一郎監督の『当世五人男』への出演のみである。同社は同年、解散している。
1934年（昭和9年）、白井戦太郎が嵐寛寿郎プロダクションから独立して枚方に設立した亜細亜映画製作の白井の監督作『叫ぶ荒神山』、『曲斬街道旅』に出演している。1935年（昭和10年）11月、マキノ正博がマキノトーキー製作所を設立、翌1936年（昭和11年）1月、陣容を発表した際に「技芸部男優」として名を連ねている。根岸東一郎とマキノ正博が共同監督した『ごろんぼ街』等に出演している。1937年（昭和12年）4月の同社の解散後は、マキノ正弘ら同様に、日活京都撮影所に入社している。
1942年（昭和17年）には日活の製作部門が、大都映画、新興キネマと合併し、大日本映画製作（のちの大映）となったが、ひきつづき大映で大部屋俳優をつづけた。戦後は、1945年（昭和20年）、大映京都撮影所で、丸根賛太郎監督の『狐の呉れた赤ん坊』、稲垣浩監督の『最後の攘夷党』に出演している。
谷が出演した荒井良平監督の『鍔鳴浪人』前篇・後篇は、ロシアのゴスフィルモフォンドで、1996年（平成8年）と1998年（平成10年）に東京国立近代美術館フィルムセンターが行った調査で発見されたフィルムの1本である。

## おもなフィルモグラフィ
- 『当世五人男 第一発端篇』 : 監督根岸東一郎、マキノ・プロダクション御室撮影所、1931年
- 『当世五人男 黒田健次血戦篇』 : 監督根岸東一郎、マキノ・プロダクション御室撮影所、1931年
- 『叫ぶ荒神山』 : 監督白井戦太郎、亜細亜映画、1934年
- 『曲斬街道旅』 : 監督白井戦太郎、亜細亜映画、1934年
- 『ごろんぼ街』 : 監督根岸東一郎・マキノ正博、マキノトーキー製作所、1936年

- 『無法者銀平』 : 監督稲垣浩、日活京都撮影所、1938年
- 『忠臣蔵 地の巻』 : 監督池田富保、日活京都撮影所、1938年 - 茅野和助
- 『忠臣蔵 天の巻』 : 監督マキノ正博、日活京都撮影所、1938年 - 茅野和助
- 『次郎長一家』 : 監督松田定次、日活京都撮影所、1938年 - 三下弥吉
- 『鍔鳴浪人』前篇・後篇 : 監督荒井良平、日活京都撮影所、1939年 / 1940年 - 藤次の配下仁吉

- 『狐の呉れた赤ん坊』 : 監督丸根賛太郎、大映京都撮影所、1945年 - 太平
- 『最後の攘夷党』 : 監督稲垣浩、大映京都撮影所、1945年

## 註
1. ↑  1929年 マキノ・プロダクション御室撮影所 所員録、立命館大学、2009年11月13日閲覧。
2. 1 2 3  #外部リンク、「谷譲二」、日本映画データベース、2009年11月13日閲覧。
3. ↑  『映画渡世 天の巻 - マキノ雅弘自伝』、マキノ雅弘、平凡社、1977年、p.246、p.280、p.338-374の記述を参照。
4. ↑  上映会情報生誕百年 映画監督 マキノ雅広 2、東京国立近代美術館フィルムセンター、2009年11月13日閲覧。
5. ↑  発掘された映画たち2001 : ロシア・ゴスフィルモフォンドで発見された日本映画、東京国立近代美術館フィルムセンター、2009年11月13日閲覧。